# Boranci
Boranci (em cirílico: Боранци) é uma vila da Sérvia localizada no município de Brus, pertencente ao distrito de Rasina. A sua população era de 36 habitantes segundo o censo de 2011.

## Demografia
| 1948 | 1953 | 1961 | 1971 | 1981 | 1991 | 2002 | 2011 |
| ---- | ---- | ---- | ---- | ---- | ---- | ---- | ---- |
| 125  | 145  | 160  | 113  | 86   | 65   | 45   | 36   |